# Konstantinopolská konvence
Konstantinopolská konvence, také Konstantinopolská smlouva nebo Konstantinopolská dohoda byl dokument jenž uzavřely Spojené království, Německé císařství, Rakousko-Uhersko, Španělsko, Francie, Italské království, Nizozemsko, Rusko a Osmanská říše 29. října 1888 v Istanbulu.

## Náplň smlouvy
Šest let po obsazení Suezského průplavu Brity smlouva prohlásila Suezský průplav (a s ním i Rudé moře) za neutrální území pod správou Velké Británie a zaručila svobodný průjezd obchodním i válečným lodím všech zemí v době míru i války a zakazovala jakékoli válečné akce proti průplavu. Na začátku první světové války deklaroval Egypt právo všech lodí na používání průplavu, ale Velké Británie prohlásila Egypt za svůj protektorát a zamezila přístup nepřátelských lodí k průplavu. Anglo-Egyptská smlouva z roku 1936 potvrdila dohled Británie nad průplavem. V roce 1951 tuto smlouvu Egypt vypověděl a Velká Británie souhlasila se stažením v roce 1954. Poté egyptský prezident Gamál Abd an-Násir průplav znárodnil.  To vedlo k Suezské válce mezi Egyptem a izraelsko-britsko-francouzskou koalicí.